# Charles Joseph Guernier
Pour les articles homonymes, voir Guernier.
Charles Joseph Guernier ou Charles Guernier, né le 7 février 1820 à Vire où il est mort le 29 juin 1881, est un peintre et professeur de dessin français.

## Biographie
Charles Joseph Guernier est le fils de Joseph Joachim Guernier, peintre, et de Justine Foucque. Son frère Léon deviendra peintre également.
Peintre d'histoire, de portrait, de compositions religieuses et de paysages maritimes, il est élève de son père, puis de Paul Delaroche. Il expose au Salon de 1846 à 1879.
Il meurt célibataire en 1881, à l'âge de 61 ans.

## Œuvres exposées aux Salons parisiens
- Inauguration de la statue du contre-amiral Dumont d'Urville, à Condé-sur-Noireau (Calvados), le 20 octobre 1844, au Salon de 1846
- Portrait de Mgr Verrolles, évêque de Colombie, vicaire apostolique de Mandchourie (Missions étrangères), au Salon de 1847
- Dernier hommage de respect et de regrets rendu aux restes mortels de M. l'abbé Bazin, premier curé de Sainte-Anne de Vire, chanoine honoraire de Bayeux, mort à Vire le 1er mai 1846, au Salon de 1847
- Portrait de M. le comte G. de B., au Salon de 1864
- Portrait de la mère de l’auteur, au Salon de 1865, dessin
- Portrait de Mme L. B. de G., comtesse de Saint-L., supérieure fondatrice de la communauté de B., au Salon de 1866
- Une pêcheuse de crevettes sur la grève de Bon-Secours, à Saint-Malo, au Salon de 1869, fusain
- Portrait de M. M., au Salon de 1870
- Portrait de Mgr l'évêque de Bayeux et Lisieux, au Salon de 1877, fusain
- Portrait de Mme C. du Parc, au Salon de 1877
- Bénédictions de l'abbaye du Mont-Saint-Michel ; XIIIe siècle, au Salon de 1878
- Une religieuse hospitalière, au Salon de 1879